# Призрак дома на холме (фильм, 1999)
Не следует путать с другим фильмом ужасов того же года на схожую тематику — «Дом ночных призраков», а также с фильмом ужасов «Кошмар дома на холме» (2003).
«При́зрак до́ма на холме́» (англ. The Haunting) — американский мистический фильм ужасов 1999 года режиссёра Яна де Бонта, основанный на одноимённом романе Шерли Джексон. Является ремейком одноимённого фильма 1963 года. Премьера фильма состоялась 20 июля 1999 года. В США фильм собрал $91 411 151, из них в первый уик-энд проката $33 435 140. В других странах было собрано $85 900 000, что в общей сложности составило $177 311 151. Фильм собрал хорошую кассу, но критики оценили его негативно, на сайте Rotten Tomatoes рейтинг одобрения составляет всего 16 %.

## Сюжет
Жуткие легенды ходят вокруг зловещего особняка, известного как «Дом на холме». Огромный особняк, некогда принадлежавший богатейшему магнату Хью Крэйну, вот уже больше века стоит пустым. Доктор Дэвид Мэрроу, занимающийся изучением сна, отбирает четырёх кандидатов, страдающих бессонницей, для проведения научного эксперимента. Молодые люди должны будут провести в мрачном доме Крэйна несколько дней. Но никто из участников этой затеи не предполагал, с каким чудовищным кошмаром им придётся столкнуться.

## В ролях
- Лиам Нисон — доктор Дэвид Мэрроу
- Кэтрин Зета-Джонс — Тео
- Оуэн Уилсон — Люк Сэндерсон
- Брюс Дерн — Мистер Дадли
- Лили Тэйлор — Элеонора Вэнс
- Вирджиния Мэдсен — Джейн
- Мэриэн Селдес — Миссис Дадли
- Том Ирвин — Лу
- Тодд Филд — Тодд Хэкетт
- Аликс Коромзай — Мэри Ламбетта
- Чарльз Ганнинг — Хью Крэйн

## Производство фильма

### До начала съёмок
Первоначально проект фильма принадлежал кинокомпании Dimension Films и назывался «The Haunting of Hill House», однако ввиду того, что немногим позже должен был выйти другой фильм со схожим названием — «House on Haunted Hill» — название было изменено на «The Haunting». Помимо этого первоначально планировалось, что в качестве режиссёра выступит Уэс Крэйвен.

### Съёмки фильма
Съёмки дома осуществлялись в поместье Харлакстон-Манор в Грэнтхэме, Англия, а сам дом принадлежал университету Эвансвилла. Камин в доме был спроектирован по аналогу такового в фильме «Гражданин Кейн» 1941 года. Помимо этого персонаж Кэтрин Зеты-Джонс даже комментирует в начале фильма, что камин выполнен в стиле Чарльза Фостера Кейна (именно об этом человеке повествует фильм 1941 года). В первоначальном варианте вместо головы льва в камине предполагалось использовать большой зелёный шар.
Во время съёмок создатели фильма проигрывали специально записанные ранее стоны, шорохи и скрипы, которые должны были бы создать реальную атмосферу страха у актёров.

## Отличия и связи от романа и оригинального фильма
Фильм имеет несколько отличительных моментов как от экранизируемого романа, так и от оригинального фильма. В отличие от романа, где побудительным поводом появления героев в доме было любопытство ко всему сверхъестественному, в фильме таковым явилось желание избавиться от бессонницы в рамках эксперимента доктора Дэвида Мэрроу. Также имеется различие и от оригинального фильма: в данном фильме было введено то обстоятельство, что героиня фильма Элеонора является потомком второй жены владельца дома, в оригинальном же фильме таким потомком является Люк и, помимо прочего, он приезжает в дом, чтобы вступить в наследство, а затем выгодно его продать.
В фильме 1963 года Элеонора носит фамилию Лэнс (Lance) а в фильме 1999 года — Вэнс (Vance).

## Номинации
- Золотая малина 2000 года
  - Худший фильм
  - Худший режиссёр (Ян де Бонт)
  - Худший сценарий
  - Худшая экранная пара (Лили Тейлор, Кэтрин Зета-Джонс)